# Peace Sells... but Who's Buying?
Peace Sells... but Who's Buying? er det andet album af det amerikanske heavy metal-band Megadeth. Oprindeligt var det det lille pladeselskab Combat Records, som tog sig af projektet, hvilket resulterede i den første miks af albummet, (med øgenavnet "Peace Diffs... but Who's Buyin?" også kendt som "Peace Sells Combat Mix") kan findes på internettet som en piratkopi. Til sidst købte Capitol Records rettighederne til albummet, og en producer blev hyret til at mikse det. Peace Sells... but Who's Buying? blev udgivet i 1986. Det blev genmikset og kvalitetsforbedret i 2004 af Dave Mustaine, (det vides dog ikke om genudgivelsen er udgivet gennem Combat eller Capitol eller en kombination af begge to).
Albumomslaget viser en ironisk fremvisning af den kolde krig. I baggrunden af en rød og orange himmel ses FNs hovedkvarter kort tid efter et atomangreb. I forgrunden er bandets maskot Vic Rattlehead. Han læner sig op ad et skilt, hvorpå der står "For Sale" (til salg), hvilket antyder FN er til salg. 
Sangene "Peace Sells" blev placeret som nummer #11 i VH1's kategori 40 Greatest Metal Songs, og basspillet blev brugt som tema i flere år for MTV News, og dukkede også op i videospillet Grand Theft Auto: Vice City.

## Spor
Alle sange er skrevet af Dave Mustaine, medmindre andet står noteret.
1. "Wake Up Dead" – 3:40
2. "The Conjuring" – 5:05
3. "Peace Sells" – 4:03
4. "Devil's Island" – 5:05
5. "Good Mourning/Black Friday" – 6:40
6. "Bad Omen" – 4:06
7. "I Ain't Superstitious" (Willie Dixon) – 2:45
8. "My Last Words" – 4:55

### 2004 bonusspor
1. "Wake Up Dead (Randy Burns Mix)" – 3:40
2. "The Conjuring (Randy Burns Mix)" – 5:01
3. "Peace Sells (Randy Burns Mix)" – 4:00
4. "Good Mourning/Black Friday (Randy Burns Mix)" – 6:39

## Fodnoter
1. ↑  "VH1 40 Greatest Metal Songs", 1-4 May 2006, VH1 Channel, reported by VH1.com Arkiveret 15. juni 2013 hos  Wayback Machine; 10. september 2006.